# Giorgia Farina
Giorgia Farina (Roma, 1985) è una regista, sceneggiatrice e fotografa italiana.

## Biografia
Nata e cresciuta a Roma, si diploma al liceo classico presso l'istituto S. Giuseppe - De Merode. Prima di avviarsi nel mondo del cinema, si dedica al campo della fotografia.
Realizza il corto Eclisse nel 2005, prima di trasferirsi a Londra, dove prosegue gli studi alla Università di Westminster. Trova quindi lavoro nella sede londinese di MTV occupandosi di montaggio e post-produzione. Nel 2007 realizza Zona rossa, che le fa conseguire diversi premi e nel 2008 altri due lavori apprezzati: The Parade e Alba.
Sempre nel 2008 lavora al Roma Fiction Fest, occupandosi delle relazioni con i cineasti statunitensi. Inoltre è presidente della giuria del Festival Internazionale di Atene nella sezione dedicata ai lungometraggi europei.
Nel 2009 coadiuva i Manetti Bros. nella regia della serie TV L'ispettore Coliandro. Nel 2010 arriva la specializzazione in regia a sceneggiatura conseguita a New York, con un master alla Columbia University. La tesi è costituita dal corto Achille. Nello stesso anno realizza altri lavori alla regia. Nel 2011, invece, partecipa al Berlinale Talent Campus e realizza, per la città di Kyoto, il corto epico The Sounds of Clashing Scabbards. Per la televisione (Rai Uno) nello stesso anno realizza il film-TV Bello di mamma.
Nel 2013 realizza il primo lungometraggio, dal titolo Amiche da morire, una commedia-noir con protagonisti Claudia Gerini, Cristiana Capotondi, Sabrina Impacciatore e Vinicio Marchioni. Ha vinto il Globo d'oro alla miglior sceneggiatura (condiviso con Fabio Bonifacci) nell'ambito dei Globi d'oro 2013. Inoltre ha ricevuto la candidatura al David di Donatello per il miglior regista esordiente sempre nel 2013.

## Filmografia

### Regista

#### Cinema
- Amiche da morire (2013)
- Ho ucciso Napoleone (2015)
- Guida romantica a posti perduti (2020)
- Ho visto un re (2024)

#### Televisione
- Bello di mamma – film TV (2010) - documentario

#### Cortometraggi
- Zona rossa (2007)
- Alba (2008)
- Achille (2010)
- The Sounds of Clashing Scabbards (2012)

### Sceneggiatrice
- Zona rossa (2007) - cortometraggio
- Alba (2008) - cortometraggio
- Amiche da morire (2013)
- Ho ucciso Napoleone (2015)
- Guida romantica a posti perduti (2020)
- Ho visto un re (2024)